# 出雲市消防本部
出雲市消防本部（いずもししょうぼうほんぶ）は、島根県出雲市の消防部局（消防本部）。

## 沿革
【旧平田市】は平田市、【旧大社町】は簸川郡大社町に関する事項である。
- 1948年4月26日　出雲市消防本部を設置する。
- 1951年11月30日　【旧平田市】平田町消防本部を設置する。
- 1952年10月　【旧平田市】平田町消防署を設置する。
- 1955年1月1日　【旧平田市】市制施行し平田市となる。平田市消防本部・平田市消防署に改称する。
- 1955年5月13日　消防本部が移転する。
- 1958年5月1日　出雲市役所新庁舎に消防本部が移転する。
- 1962年9月1日　【旧大社町】大社町消防本部を設置する。
- 1962年12月1日　【旧大社町】大社町消防署を設置する。
- 1966年4月1日　【旧大社町】消防庁舎が竣工する。
- 1966年4月11日　【旧平田市】消防庁舎が竣工する。
- 1968年12月20日　消防庁舎を新築し竣工する。
- 1969年9月1日　【旧平田市】救急業務を開始する。
- 1969年9月1日　【旧大社町】救急業務を開始する。
- 1972年4月1日　出雲市・簸川郡佐田町・多伎町・湖陵町・斐川町が出雲市外4町広域消防組合を設立する。出雲市消防本部が出雲市外4町広域消防組合消防本部に移行し、出雲消防署を設置する。
- 1972年5月1日　東部分署・西部分署を開設する。
- 1973年5月25日  島根県農業共済組合連合会より救急自動車(3B型)の寄贈を受け東部分署へ配備する。
- 1975年2月6日  水槽付消防ポンプ自動車(2t水槽付)を購入、本署へ配備する。
- 1978年3月27日   (社)日本損害保険協会より[水槽付消防ポンプ自動車](1.6t水槽付)の寄贈を受け本署へ配備する。
- 1978年11月27日  島根県農業共済組合連合会より救急自動車(2B型)の寄贈を受け東部分署へ配備する。
- 1978年12月8日  化学消防ポンプ自動車(3型)を配備する。
- 1979年2月7日  (社)日本損害保険協会より、救急自動車(2B型)の寄贈を受け西部分署へ配備する。
- 1979年11月16日　 消防防災施設等整備費補助事業によりはしご付消防ポンプ自動車(30m級)を購入、本署へ配備する。
- 1981年2月6日  (社)日本損害保険協会より救急自動車(2B型)の寄贈を受け佐田出張所へ配備する。
- 1981年4月6日  救急自動車(2B型)を購入、本署へ配備する。
- 1982年9月10日  陸上自衛隊出雲駐屯地周辺消防施設設置助成事業を受け水槽付消防ポンプ自動車(A-2級 1.5t水槽付)を購入、本署へ配備する。
- 1985年11月14日　救助工作車(バスケット・照明塔付)を購入、本署へ配備する。
- 1986年10月1日  大型救急自動車(22人乗)を購入、本署へ配備する。
- 1987年8月6日  (社)日本損害保険協会より水槽付消防ポンプ自動車(A-2級 1.5t水槽付)の寄贈を受け本署へ配備する。
- 1992年2月　【旧平田市】救助工作車を配備する。
- 1992年4月11日  出雲大社教より救急自動車の寄贈を受け、消防署に配備する。初代いづもおおやしろ雲太号
- 1995年4月1日　佐田出張所を南部分署に改称する。
- 1996年1月25日　【旧大社町】高規格救急車を配備する。
- 1996年3月15日　高規格救急自動車(日産パラメディック)を購入、配備する。（同年12月1日運用開始）
- 1997年9月2日　出雲消防音楽隊が発足する。
- 1998年3月20日　消防本部・消防署新庁舎が竣工する。
- 1998年11月　【旧平田市】高規格救急車を配備する。
- 1999年10月20日  消防防災施設等整備費補助事業によりはしご付消防ポンプ自動車(三菱ふそうスーパーグレート 30m級)を購入、本署へ配備する。
- 2000年12月19日　【旧大社町】救助工作車(三菱ふそうファイター Ⅱ型 救助資機材含)を購入、配備する。
- 2001年5月  【旧平田市】水槽付消防ポンプ自動車(UDコンドル Ⅱ型)を購入、配備する。
- 2001年8月9日  出雲大社教より高規格救急自動車(日産パラメディック 高度救命処置用資機材一式含)の寄贈を受け、消防署へ配備する。2代目いづもおおやしろ雲太号
- 2002年11月27日  消防防災施設等整備費補助事業により高規格救急自動車(トヨタハイメディック)を購入、東部分署へ配備する。
- 2003年1月22日  防衛施設庁補助事業により水槽付消防ポンプ自動車(Ⅰ-A型)を購入、本署へ配備する。
- 2003年2月1日　消防組合公式Webサイトを開設する。
- 2003年4月1日  出雲消防救急救命センターを設置し消防署の組織を改める。
- 2003年11月21日  消防防災施設等整備費補助事業により高規格救急救急自動車(トヨタハイメディック)グランビアを西部分署へ配備する。
- 2004年11月8日  指令1号車を消防本部へ配備する。
- 2004年12月1日  消防防災施設等整備費補助事業により高規格救急自動車(日産パラメディック)を購入、南部分署へ配備する。
- 2005年3月21日  2市4町の合併により、出雲市外4町広域消防組合解散する。
- 2005年3月22日　出雲市・平田市・佐田町・多伎町・湖陵町・大社町の新設合併に伴い、新・出雲市が発足する。出雲市外4町広域消防組合・平田市消防本部・大社町消防本部を統合し、出雲市消防本部が3署2分署1出張所体制で発足する。
  - 平田市消防署を平田消防署に、大社町消防署を大社消防署に、東部分署を斐川出張所に改称する。
- 2005年12月20日  高規格救急自動車(トヨタハイメディック)グランビアを購入、平田消防署へ配備する。
- 2006年10月27日  高規格救急自動車(トヨタハイメディック1型)を購入、出雲消防署本署へ配備する。
- 2006年10月27日  高規格救急自動車(トヨタハイメディック1型)を購入、出雲消防署斐川出張所へ新規配備する。
- 2006年11月14日  出雲消防署斐川出張所庁舎竣工式(消防事務受託先:斐川町事業)
- 2008年3月25日  水槽付消防ポンプ自動車(日野レンジャープロ Ⅰ-A型 1700L水槽付 CAFS装備 小川ポンプ)を購入、出雲消防署本署へ配備する。
- 2008年11月19日  高規格救急自動車(日産パラメディック)を購入、大社消防署へ配備する。
- 2009年2月　出雲西消防署本署を設置し、西部分署を多伎分署と改め管轄とする。
- 2009年2月　出雲消防署本署は南部分署を佐田分署と改める。
- 2010年2月8日  出雲西消防署(新設)庁舎竣工し、業務を開始する。
  - それに伴い高規格救急自動車(トヨタハイメディック2型)、指令車(日産キャラバン)を購入、出雲消防署へ配備する。
- 2011年3月18日  救助工作車Ⅱ型(日野レンジャー モリタ)を購入、斐川消防署へ配備する。
- 2011年3月24日  高規格救急自動車(日産パラメディック)を全国共済農業協同組合連合会島根県本部・いずも農業協同組合より寄贈を受け平田消防署へ配備する。
- 2011年3月25日  指令車(三菱アウトランダー)を購入、出雲消防署本署へ配備する。
- 2011年3月29日  消防ポンプ自動車(日野デュトロCD-Ⅰ型、700L水槽付 吉谷機械製作所)2台購入、出雲消防署本署及び平田消防署へ配備する。
- 2011年10月1日　斐川町編入に伴い、斐川出張所を斐川消防署に改組する。
- 2012年2月28日  資機材搬送車(日野レンジャープロ)を購入、出雲消防署本署へ配備する。
- 2012年3月9日  消防ポンプ自動車(日野デュトロCD-Ⅰ型、700L水槽付 吉谷機械製作所)を購入、出雲西消防署多伎分署へ配備する。
- 2012年11月19日  燃料補給車(三菱ふそうキャンター4WD、軽油990L)を総務省消防庁から緊急消防援助隊の装備強化に伴い無償貸与を受け、出雲消防署本署へ配備する。
- 2012年11月26日  高規格救急自動車(トヨタハイメディック3型)を出雲大社教から寄贈を受け大社消防署へ配備する。3代目いづもおおやしろ雲太号
- 2013年3月11日  消防ポンプ自動車2台(日野デュトロCD-Ⅰ型 700L/900L水槽付 )を購入、出雲西消防署本署及び大社消防署へ配備する。
- 2013年3月15日  資機材搬送車(三菱ふそうキャンター4WD)を総務省消防庁から緊急消防援助隊の装備強化に伴い無償貸与を受け、出雲西消防署本署へ配備する。
- 2013年4月1日  特別救助隊発隊する。
- 2014年2月25日  高規格救急自動車(トヨタハイメディック3型)を購入、出雲消防署本署へ配備する。
- 2014年3月14日  水槽付消防ポンプ自動車(日野レンジャープロ Ⅰ-A型 小川ポンプ)を購入、斐川消防署へ配備する。
- 2015年3月27日  特殊災害対応化学消防ポンプ自動車(日野レンジャープロ Ⅱ型 モリタ)を購入、出雲消防署本署へ配備する。
- 2016年1月25日  高規格救急自動車(トヨタハイメディック4型)を購入、出雲西消防署多伎分署へ配備する。
- 2016年2月25日  消防ポンプ自動車(日野デュトロ CD-Ⅰ型 乗用電動ホースカー装備 小川ポンプ)を購入、斐川消防署へ配備する。
- 2016年3月30日  小型動力ポンプ軽積載車を購入、出雲消防署佐田分署へ配備する。
- 2016年4月15日  平田消防署庁舎竣工式
- 2017年3月6日  出雲駐屯地周辺消防施設整備助成事業を活用し、消防ポンプ自動車(日野デュトロCD-Ⅰ型 電動ホースカー装備)を購入、大社消防署へ配備する。
- 2017年3月27日  水槽付消防ポンプ自動車(日野レンジャープロ 化Ⅰ・救助資機材搭載型 モリタ)を購入、平田消防署へ配備する。
- 2017年11月30日  (公財)日本消防協会より防災活動車(三菱デリカ)の寄贈を受け、平田消防署へ配備する。
- 2018年3月26日  救助工作車Ⅲ型(日野レンジャー 帝国繊維HB)を購入、出雲消防署本署へ配備する。
  - 高度救助隊運用開始
- 2018年12月20日  佐田ライオンズクラブ認証40周年記念にて無人航空機(ドローン)の寄贈を受け、出雲消防署本署へ配備する。
- 2018年12月20日  はしご付消防ポンプ自動車(日野MH-Ⅱ 35m先端屈折水路付 モリタ)を購入、出雲消防署本署へ配備する。
- 2020年2月25日  匿名の寄付を受け無人航空機(ドローン)を購入、出雲消防署本署へ配備する。
- 2020年3月12日  水槽付消防ポンプ自動車(いすゞフォワード Ⅰ-A型 小川ポンプ)を購入、大社消防署へ配備する。
- 2020年7月3日  大社消防署新庁舎竣工式
- 2020年7月6日  大社消防署新庁舎での業務開始
- 2021年3月25日  出雲駐屯地周辺消防施設整備助成事業を活用し、水槽付消防ポンプ自動車(いすゞフォワード Ⅰ-A型 小川ポンプ)を購入、出雲消防署本署へ配備する。
- 2021年5月14日  令和2年度緊急消防援助隊補助金 高規格救急自動車整備事業を活用し高規格救急自動車(トヨタハイメディック6型)を購入、佐田分署へ配備する。
- 2022年1月28日  高規格救急自動車(トヨタハイメディック6型)を購入、平田消防署へ配備する。

## 組織
- 本部
  - 消防総務課
  - 予防課
  - 警防課 - 出雲消防救急救命センター
  - 指令課

- 消防署
- 出雲消防署 - 本署、佐田分署
- 出雲西消防署 - 本署、多伎分署
- 平田消防署
- 大社消防署
- 斐川消防署

## 主力機械
2022年11月02目現在
- 普通消防ポンプ自動車：8(日野7、三菱ふそう1)
- 水槽付消防ポンプ自動車：4(日野2、いすゞ2)
- はしご付消防自動車：1(日野1)
- 化学消防自動車：2(日野2)
- 救急自動車：14(日産3、トヨタグランビア4、トヨタハイエース7、)
- 救助工作車：2(日野2)
- 指令車：7(トヨタ1、日産3、三菱3)
- 特災車 : 3(日野1、三菱ふそう2)
- 広報車・査察車：4
- 小型動力ポンプ積載車 : 2
- ドローン : 2
- その他 : 12

## 消防署
| 消防署       | 住所                   | 分署                          |
| ------------ | ---------------------- | ----------------------------- |
| 出雲消防署   | 出雲市渡橋町253-1      | 佐田：出雲市佐田町反辺1747-17 |
| 出雲西消防署 | 出雲市神西新町26-3     | 多伎：出雲市多伎町久村509     |
| 平田消防署   | 出雲市平田町951-1      | なし                          |
| 大社消防署   | 出雲市大社町杵築南1395 | なし                          |
| 斐川消防署   | 出雲市斐川町荘原2166-1 | なし                          |